# Grupo Opinião
Grupo Opinião (1964-1982 - São Paulo) fue un grupo de teatro brasileño que se centró en la década de 1960 en el teatro de protesta y de resistencia y fue núcleo de estudios y difusión de la dramaturgia nacional y popular. 

## Historia
Fundado en 1964, luego después del golpe militar de 1964, reúne artistas conectados al Centro Popular de Cultura de la UNE - CPC que había sido declarado ilegal.
En su tesis doctoral, titulada ‘Com os séculos nos olhos’: teatro musical e político no Brasil dos anos 1960 e 1970, Fernando Marques analiza la deriva del teatro brasileño durante la dictadura, con el análisis de obras como Arena conta Zumbi, de 1965, o Se correr o bicho pega, se ficar o bicho come, de 1966, o deteniéndose en espectáculos como Ricardo III del grupo Clowns de Shakespeare, de Natal; Anatomia Woyzeck, da Cia. Razões Inversas, de São Paulo, o en la música, ahora superficial de Tim Maia.

Refiro-me, por exemplo, à atitude dos intérpretes que entram e saem de seus personagens livremente, para não falar das passagens sem aviso do registro cômico ao sério e vice-versa. Esses movimentos de texto e de cena, hoje tornados naturais, quase inconscientes, nasceram com os espetáculos musicais do Teatro de Arena, nos anos 1960, grupo que os converteu em marcas expressivas. Reitero que esse não é propriamente o objeto da tese, ocupada em compreender o musical daquelas décadas, mas são ideias que dela decorrem.
Fernando Marques

## Opiniando
Su primer gran éxito fue el musical "Opiniando", con la participación de Zé Kéti, João do Vale y Nara Leão (sustituida por Maria Bethânia), bajo la dirección de João das Neves y Augusto Boal.

## Liberdade, liberdade
Como una fuerza de resistencia aglutina artistas dispersos conectados a los movimientos de arte popular de la época. Su segundo espectáculo fue "Liberdade, liberdade", con texto de Millôr Fernandes y Flávio Rangel bajo la dirección de este último. Formaban parte de este guion con tramos de textos dramáticos, poemas y canciones los actores Paulo Autran, Tereza Raquel, Oduvaldo Vianna Filho y Nara Leão. El montaje fue un gran fracaso. El Grupo Opinião también fue conocido por liderar las letras brasileñas en la guerras de guerrillas contra la dictadura militar.